# Wohn- und Wirtschaftsgebäude Neuenkooper Straße 10
Das Wohn- und Wirtschaftsgebäude Neuenkooper Straße 10 in Berne-Neuenhuntorf stammt aus dem 20. Jahrhundert.
Aktuell (2023) wird es als Wohnhaus und als Café/Restaurant genutzt.
Das Gebäude steht unter Denkmalschutz (siehe auch Liste der Baudenkmale in Berne).

## Geschichte
Das eingeschossige giebelständige Wohn- und Wirtschaftsgebäude als Vierständer-Hallenhaus in Backstein, mit Krüppelwalmdach, Niedersachsengiebel, Grooter Door mit Korbbogen sowie Kantenlisenen, Treppenfries auf Konsolen am Giebel und Rahmungen der Fenster- und Türbögen stammt von 1927.
Auf der Hofanlage stehen weitere nicht denkmalgeschützte Nebenanlagen. Das Haus wird nach Umbauten seit den 1990er Jahren als Café/Restaurant genutzt und es finden/fanden verschiedene Veranstaltungen und Ausstellungen statt.
Das Landesdenkmalamt befand: „… geschichtliche Bedeutung … als beispielhaftes, mit einer Bauzeit in den 1920er Jahren besonders spät entstandenes Hallenhaus … .“